# 4933 (1984 EN1)
4933 (1984 EN1) је астероид главног астероидног појаса чија средња удаљеност од Сунца износи 2,331 астрономских јединица (АЈ).
Апсолутна магнитуда астероида је 14,2.